# Carapuça
Carapuça é uma espécie de barrete ou capuz de forma cônica e remonta ao período da Inquisição, em que os condenados eram obrigados a vestir trajes ridículos ao comparecer aos julgamentos. Além de usar uma túnica com o formato de um poncho, eles precisavam colocar sobre a cabeça um chapéu longo e pontiagudo, conhecido como carapuça. Daí a expressão "vestir a carapuça" ter se incorporado ao português escrito e falado com o sentido de "assumir a culpa".
A palavra vem do italiano antigo, carapazza, e do espanhol caperuza. Atualmente, a carapuça é utilizada em aves de rapina, na prática da falcoaria.
O fabricante de carapuças chama-se carapuceiro.